# Eosphaeria uliginosa
Eosphaeria uliginosa är en svampart som först beskrevs av Elias Fries, och fick sitt nu gällande namn av Franz Xaver von Höhnel 1917. Eosphaeria uliginosa ingår i släktet Eosphaeria och familjen Lasiosphaeriaceae.   Inga underarter finns listade i Catalogue of Life.